# Carl Georg Flach
Carl Georg Flach, född 9 september 1778, död 8 maj 1846, var en svensk militär och ämbetsman.

## Biografi
Carl Georg Flach var son till Johan Fredrik Flach. Hans militärbana omfattade en ryttmästaretjänst och att utses till major vid Mörners husarregemente 1810 och blev efter avskedet överstelöjtnant.
Han utsågs till vice landshövding i Älvsborgs län 11 mars 1817 och ordinarie landshövding 13 juni 1820. Han begärde avsked 17 maj 1825. Han blev tullinspektor vid Blockhustullen 26 juni 1841. Han blev riddare av Svärdsorden 17 december 1810.
Han var gift med Ebba Aminoff (1794-1860) och hade med henne fyra barn.